# Portlandzementwerke Hausen

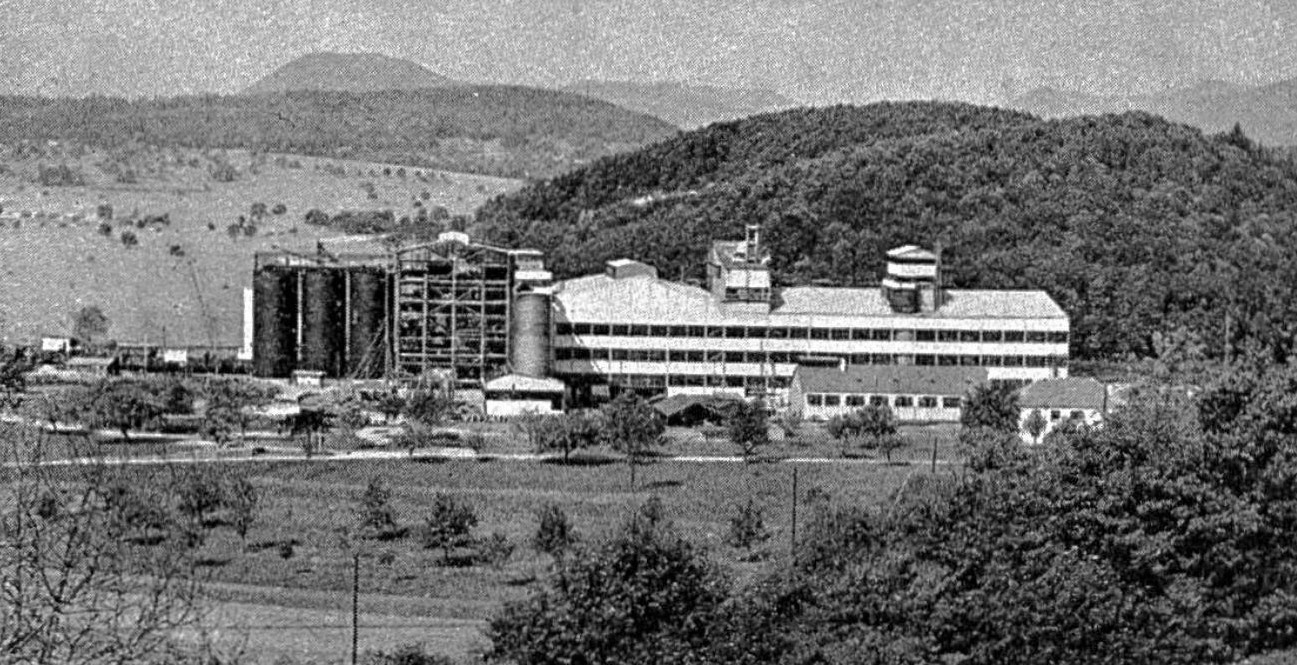
Portlandzementwerke Hausen 1930

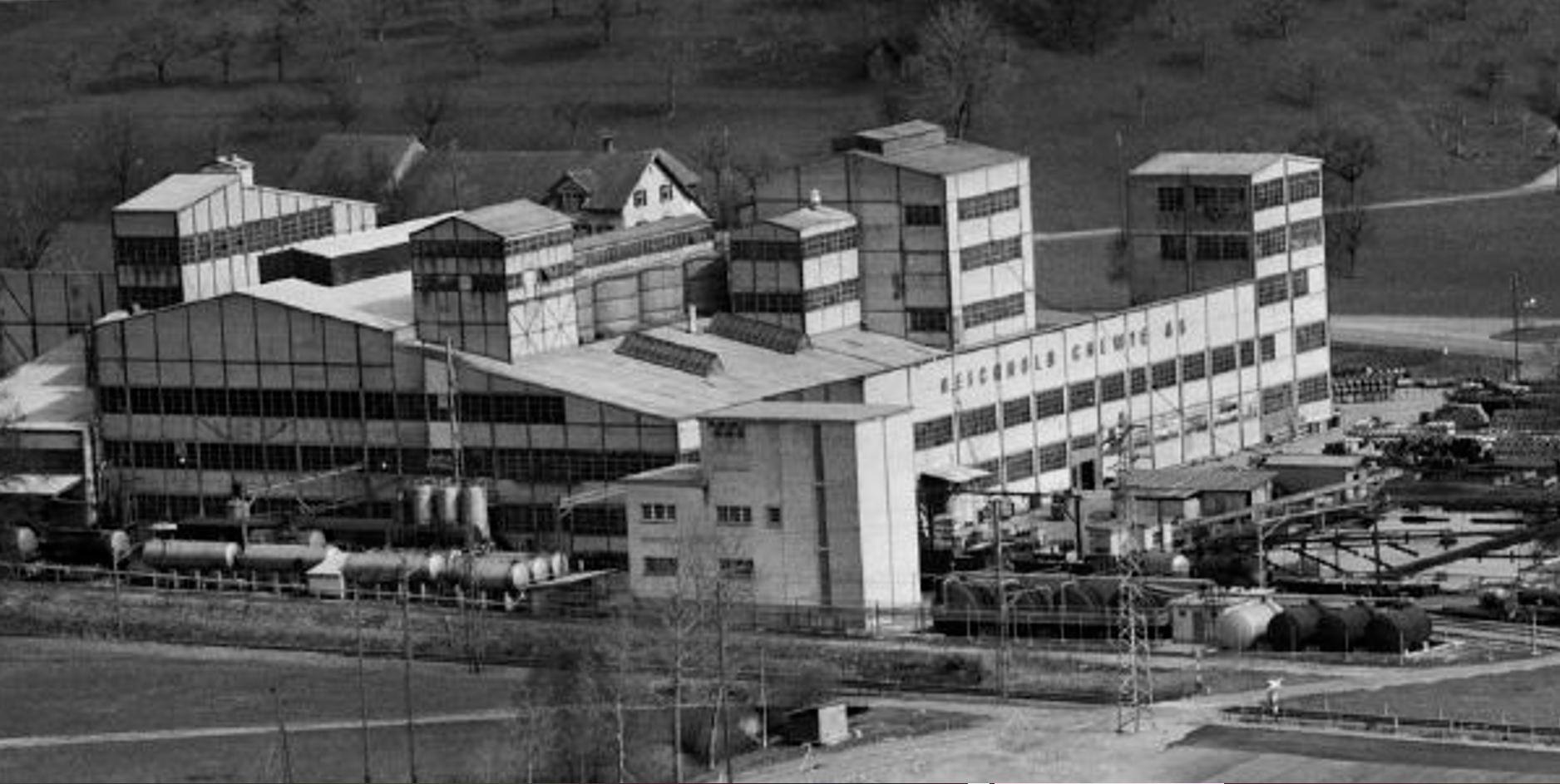
Ehemalige Portlandzementwerke Hausen 1964

Die Portlandzementwerke Hausen in Hausen im Kanton Aargau waren eine 1928 gegründete Aktiengesellschaft zur Produktion von Portlandzement. 1931 musste der Betrieb eingestellt werden.

## Geschichte
Die Industrialisierung der Schweiz führte zu einer wachsenden Bautätigkeit und einer Zunahme der Zementwerke. Deren Anzahl stieg von 1881 bis 1913 von vier auf einen Höchststand von sechsundzwanzig und nahm dann mittels Prozessoptimierung bis 2021 auf sechs Werke ab. Auch im Kanton Aargau stieg um die Jahrhundertwende die Nachfrage nach Zement. 1882 wurde von Friedrich Rudolf Zurlinden in Aarau eine Zementfabrik, der späteren Jura-Cement-Farbriken AG errichtet. 

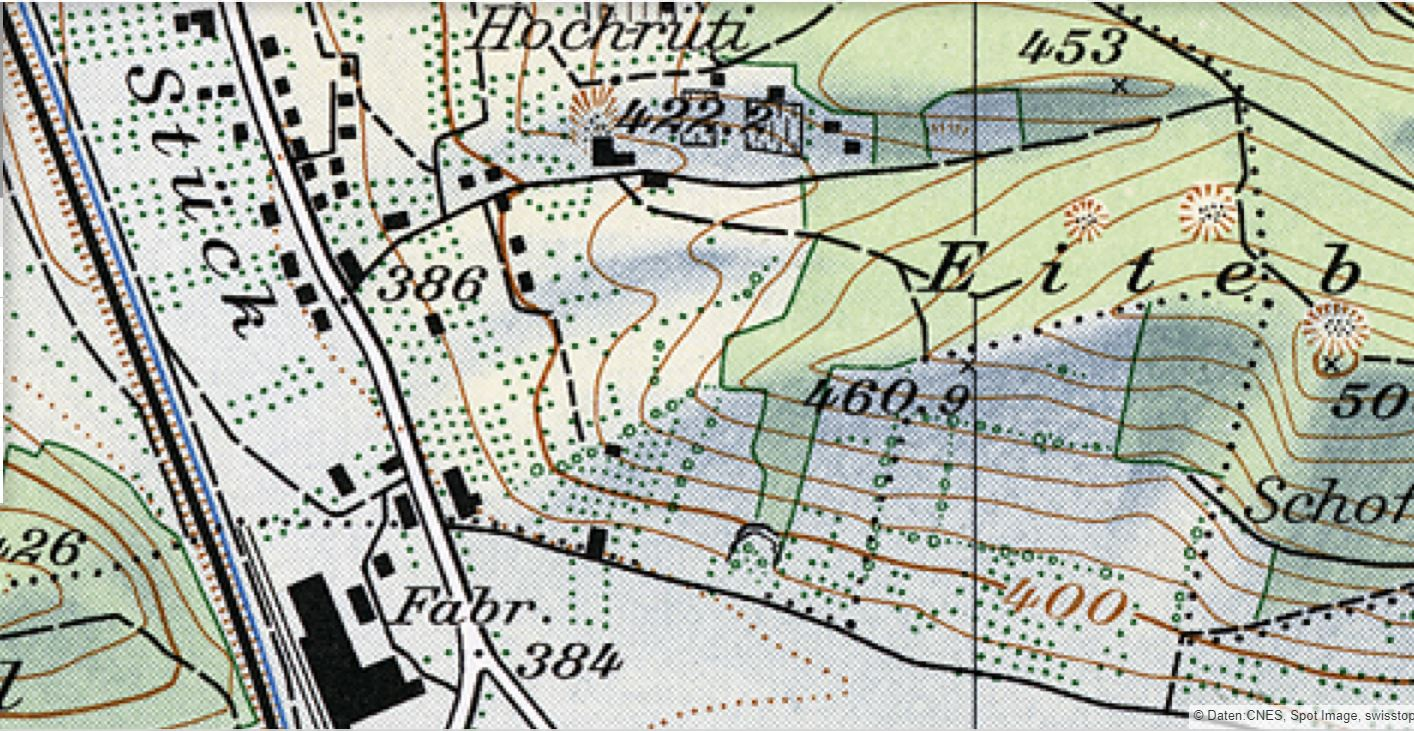
Die drei Schächte am Eitenberg und die Portlandzementwerke

Der wachsende Markt bewog den Unternehmer Knoblauch, 1928 zwischen den Dörfern Hausen und Lupfig eine neue Zementfabrik zu errichten und den notwendigen Kalkstein (Mergel) vom nahen Eitenberg abzubauen. Unter dem Firmennamen «Portland-Cement-Werke Hausen AG» beschäftigte er rund 100 Arbeiter. Für den Transport des Kalksteins wurden normalerweise Schienen- oder Seilbahnen eingesetzt. Das 1910 gegründete Zementkartell «E.G. Portland» (Eingetragene Genossenschaft Portland) wollte eine weitere Konkurrenz verhindern und boykottierte unter Führung von Ernst Schmidheiny die günstigen Transportmöglichkeiten für den Kalkstein: Es kaufte strategische Landstücke am Eitenberg und belegte diese mit einem Servitut, damit dort keine Schienen- oder Seilbahnen durchführen durften. Für den direkten Zugang zu den Abbaustellen blieben nur noch die öffentlichen engen Gemeindewege, unter denen ein teures Stollensystem für den Transport des Rohmaterials gegraben und im November 1929 fertiggestellt wurde.
Neben vielen anderen wurde der Völkerbundpalast in Genf, das heutige Palais des Nations, mit Hausemer Zement gebaut. Wegen des Preiskampfs mit dem Zementkartell und der Weltwirtschaftskrise musste Knoblauch 1931 den Betrieb einstellen. 
Ab 1938 veredelten auf dem Areal der ehemaligen Zementfabrik die «Dr. Münzels Chemische Werke» Öle für die Lack- und Farbindustrie. Münzel erweiterte 1944 die Produktionsanlage auf der Lupfiger Seite des Areals, liess auf der Hausener Seite ein Verwaltungsgebäude bauen und benannte das Unternehmen in «Oel- und Chemiewerke AG» um. Ab 1951 wurden mit einem Lizenzvertrag der US-amerikanischen «Reichhold Chemicals Inc.» Kunstharze und Chemikalien produziert. 1959 wurde das Unternehmen in «Reichhold Chemie AG» umbenannt, deren Arbeiter jährlich 30'000 Tonnen Chemieprodukte produzierten. 1993 liess der Mutterkonzern die Fabrik stilllegen. 2006 übernahm die Firma «Swiss North American Properties» das Reichholdareal und riss alle Gebäude ab.

## Stollenbau und Rohmaterialabbau

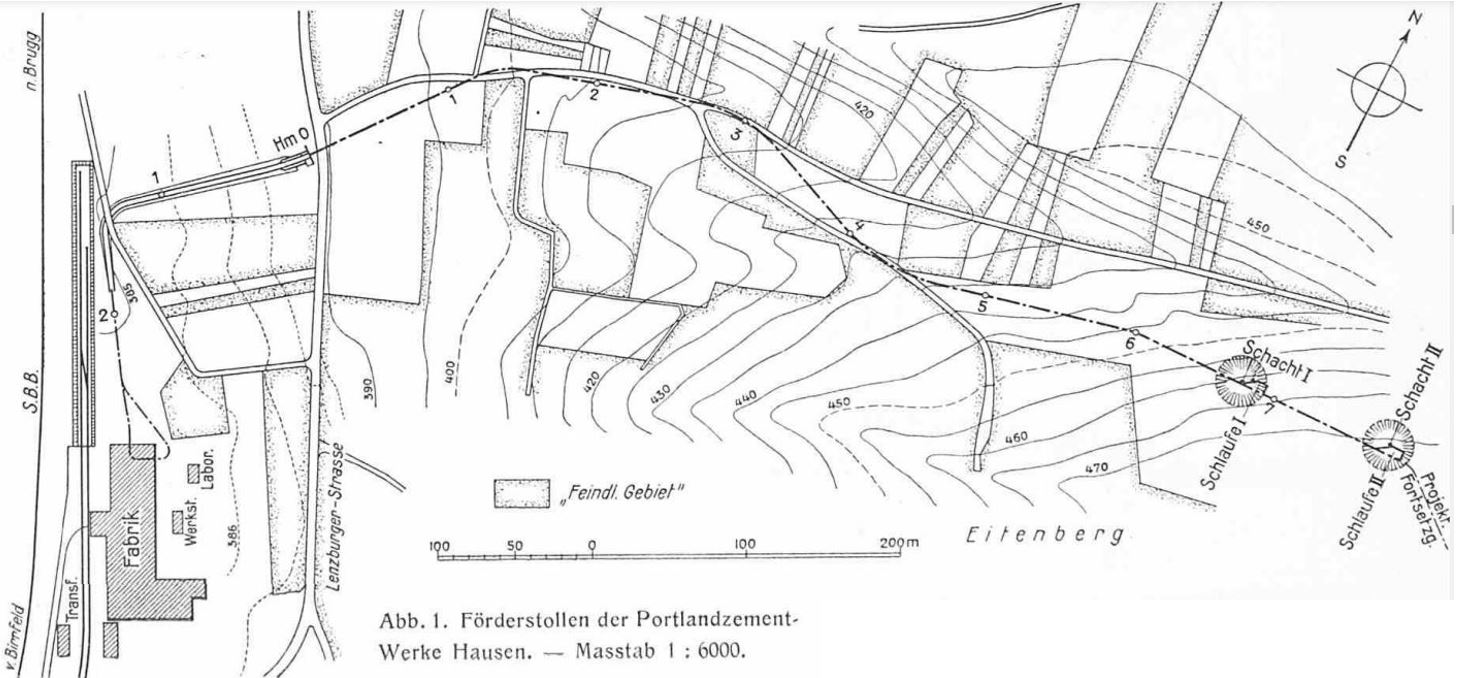
Strecke der Stollenbahn

Die Portlandzementwerke Hausen lagen an der Bahnlinie Brugg-Othmarsingen, in der Nähe der Station Birrfeld, vier Kilometer südlich von Brugg. Die auszubeutenden Rohmaterialien (Mergel und Kalk) lagerten im Eitenberg in etwa ein Kilometer Entfernung nordöstlich der Fabrik, dazwischen lag die Staatsstrasse Brugg-Lenzburg. Die Zufuhr der Rohmaterialien von der Gewinnungsstelle bis zur Fabrik konnte entweder durch eine Luftseilbahn, oder durch einen viel teureren Stollen bewerkstelligt werden. 
Wegen den Massnahmen des Zementkartells waren die Portlandzementwerke Hausen gezwungen, die nur noch als Stollenbau in Betracht kommende Transportbahn dem vorhandenen öffentlichen Weg anzupassen und sie an den kritischen Stellen direkt unter ihm zu führen. An zwei Stellen musste aus gesetzlichen Gründen (Minimalabstand für Tiefbauten) ein engeres Stellenprofil gewählt werden. Der Stollen führte dem Gemeindeweg folgend in vielfach gewundener Linie mit 5 Promille Steigung in den Eitenberg auf rund 800 m Länge. 

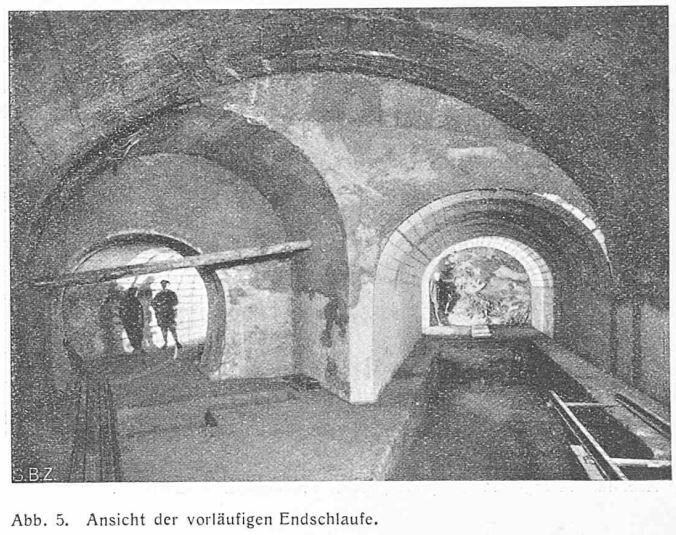
Wendeschleife der Stollenbahn beim Schacht

Zur Ausbeutung des Rohmaterials wurden bei 670 und 790 Metern vom Stolleneingang Schächte (Rollloch) angelegt, die vom Stollen aus 73 und 80 Metern hoch senkrecht ins Abbaugebiet hinauf führen. Das Material wurde oben im Tagbau gelöst und gelangte durch Kamine direkt in die Loren und von da mittels Heckelscher Transportbahn am endlosen Seil durch den Stollen in die Fabrik. Bei den Ausläufen der Kamine war der Stollen als Schlaufe ausgebildet. Die Ventilation bestand aus zwei Sulzer-Ventilatoren, die Druckluft zu den Bohrhämmern wurde in zwei Ingersoll-Rand-Kompressoren erzeugt. Die Ausmauerung der Stollen wurde nach dem «Bauschäfer-System» durchgeführt, in dem vorbetonierte Zementsteine in Ringen von 60 cm Länge über eiserne Lehrbögen trocken aufeinander gelegt wurden. 

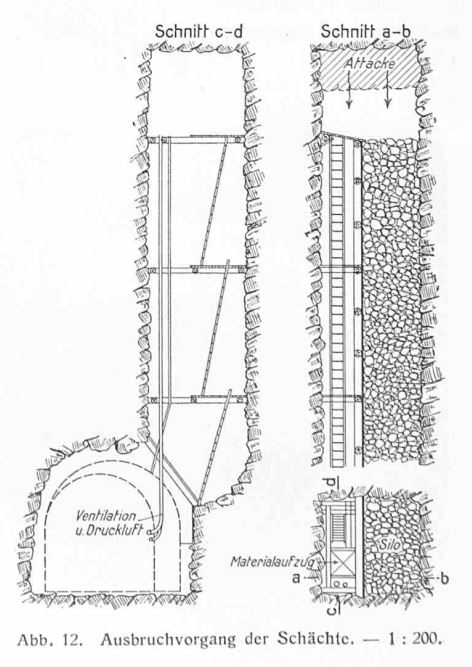
Ausbruchsvorgang bei den Schächten

Die zwei senkrechten Schächte (später kam ein dritter dazu), die ausgebrochen wurden, standen im Kalkmergel und wurden nicht verkleidet. Der Kaminquerschnitt wurde in zwei Teile geteilt: der eine diente als Aufgang und Aufzug sowie zur Unterbringung der Ventilations- und Druckluftleitungen, während der andere als Silo benützt wurde. Der Siloteil war stets gefüllt: das unten im Stollen abgezogene Material wurde oben aus dem Ausbruch nachgefüllt. Der Abtransport des Rohmaterials aus dem Stollen erfolgte durch die Seilbahn automatisch. Die ganze Bedienung bestand in je einem Mann pro Kamin bei der Abfüllvorrichtung. Die gesamte Anlage mit Stollen, Rolllöcher und Voreinschnitt wurden innerhalb eines Jahres von der Hoch- und Tiefbau AG Aarau-Zürich erstellt.
Während des Zweiten Weltkriegs wurde die stillgelegte Stollenbahn der Portlandzementfabrik Hausen für die Artilleriestellung Hausen an der Westflanke des Eitenbergs reaktiviert, um die 45 Kilogramm schwere Munition für die 15-cm-Haubitzen mit der Stollenbahn transportieren zu können.